# Ciclismo ai Giochi della XXX Olimpiade - Velocità a squadre femminile
Le gare di velocità a squadre femminile dei Giochi della XXX Olimpiade furono corse il 2 agosto al London Velopark. La medaglia d'oro fu vinta dalla selezione tedesca, composta da Kristina Vogel e Miriam Welte.
La gara vide la partecipazione di 10 squadre composte ognuna da due atlete.

## Risultati

### Qualificazioni
| Pos. | Paese         | Ciclisti                            | Tempo  | Note  |
| ---- | ------------- | ----------------------------------- | ------ | ----- |
| 1    | Cina          | Gong Jinjie Guo Shuang              | 32"447 | Q, WR |
| 2    | Gran Bretagna | Victoria Pendleton Jessica Varnish  | 32"526 | Q, WR |
| 3    | Germania      | Kristina Vogel Miriam Welte         | 32"630 | Q     |
| 4    | Australia     | Kaarle McCulloch Anna Meares        | 32"825 | Q     |
| 5    | Paesi Bassi   | Yvonne Hijgenaar Willy Kanis        | 33"253 | Q     |
| 6    | Francia       | Sandie Clair Virginie Cueff         | 33"638 | Q     |
| 7    | Ucraina       | Ljubov Šulika Olena Tsyos           | 33"708 | Q     |
| 8    | Venezuela     | Daniela Larreal Mariaesthela Vilera | 34"320 | Q     |
| 9    | Corea del Sud | Lee Eun-Ji Lee Hye-jin              | 34"636 |       |
| 10   | Colombia      | Diana Garcia Juliana Gaviria        | 34"870 |       |

### Primo turno
| Manche | Paese         | Tempo  | Pos. | Note  |
| ------ | ------------- | ------ | ---- | ----- |
| 1      | Australia     | 32"806 | 3    | Q     |
| 1      | Paesi Bassi   | 33"090 | 5    |       |
| 2      | Germania      | 32"701 | 2    | Q     |
| 2      | Francia       | 33"707 | 6    |       |
| 3      | Ucraina       | 33"620 | 4    | Q     |
| 3      | Gran Bretagna | 32"567 | 8    | REL   |
| 4      | Cina          | 32"422 | 1    | Q, WR |
| 4      | Venezuela     | 34"415 | 7    |       |

### Turno finale
Gara per l'oro
| Pos. | Paese    | Tempo  | Note |
| ---- | -------- | ------ | ---- |
| 1    | Germania | 32"798 |      |
| 2    | Cina     | 32"616 | REL  |

Gara per il bronzo
| Pos. | Paese     | Tempo  | Note |
| ---- | --------- | ------ | ---- |
| 3    | Australia | 32"727 |      |
| 4    | Ucraina   | 33"491 |      |